# Манкентський сільський округ
Манке́нтський сільський округ (каз. Манкент ауылдық округі, рос. Манкентский сельский округ) — адміністративна одиниця у складі Сайрамського району Туркестанської області Казахстану. Адміністративний центр — село Манкент.
Населення — 32487 осіб (2021; 27019 у 2009, 20665 у 1999, 16010 у 1989).
Станом на 1989 рік існувала Манкентська сільська рада (села Аккала, Манкент).

## Склад
До складу округу входять такі населені пункти:
| Населений пункт | Колишні назви | Населення, осіб (1989) | Населення, осіб (1999) | Населення, осіб (2009) | Населення, осіб (2021) |
| --------------- | ------------- | ---------------------- | ---------------------- | ---------------------- | ---------------------- |
| Аккала, село    | -             | 906                    | 1528                   | 1961                   | 2352                   |
| Манкент, село   | -             | 15104                  | 19137                  | 25058                  | 30135                  |